# Olivier Solivérès
Œuvres principales
Ados
Le Bossu de Notre-Dame
Blanche Neige et les 7 Nains
Au Pays du Père Noël
Chevaliers Princesse et Dragon
Space Wars
Les Aventures de Pinocchio
Le Cercle des Poètes Disparus
Scènes principales
Comédie Italienne (1995 à 2009)
Olivier Solivérès, né en 1975, est un acteur, dramaturge et metteur en scène français. 
En 2018, on le voit dans la saison 22 Episode 2 de la série Joséphine, Ange gardien. 3 campeurs et 1 mariage sous le rôle d'Arthur le futur mari d'Ariane (Jennifer Lauret). 
Il est nommé quatre fois au Molière du spectacle jeune public : pour Le Bossu de Notre-Dame en 2017, pour Blanche Neige et les 7 Nains en 2022 pour Space Wars en 2023 et pour Les Aventures de Pinocchio en 2024. Il remporte le Molière du metteur en scène d'un spectacle de théâtre privé pour Le Cercle des poètes disparus en  2024.

## Biographie
Olivier Solivérès grandit à Évry les Châteaux en Seine-et-Marne. Son père, d’origine espagnole est kinésithérapeute et sa mère orthophoniste. Il se passionne très tôt pour le théâtre du fait d'un théâtre de marionnettes reçu pour ses 9 ans et intègre un cours dès le collège. De  
1993 à 1996 il est élève au Cours Florent et joue en même temps dans La Famille Addams (en) avec son frère Matthieu au sein de la compagnie des Sales Gosses,.
Pendant 10 ans, il donne des cours de théâtre avec notamment comme élèves son frère Thomas Solivérès et William Lebghil pour qui il écrit la pièce Ados, qui joue encore actuellement au Grand Point Virgule.
Olivier Solivérès est également sociétaire de la Comédie Italienne (théâtre rue de la Gaîté à Paris) de 1995 à 2019 et y joue des pièces du répertoire italien.
Puis il intègre la troupe de Sébastien Azzopardi en jouant dans "Mission Florimont" puis en créant le rôle du Capitaine dans "Dernier Coup de Ciseaux" pendant 8 ans au Théâtre des Mathurins (Molière de la meilleure comédie en 2014). 
Olivier Solivérès rencontre le succès avec ses différents spectacles : Le Bossu de Notre-Dame, Au Pays du Père Noël (2015), Chevaliers, Princesse et Dragon (2016) devenant « l'Alexis Michalik de la scène enfants ». Puis il écrit Space Wars (Théâtre Michel) et Les Aventures de Pinocchio (création 2023 au Théâtre des Mathurins).
Il est nommé quatre fois au Molière du spectacle jeune public : pour Le Bossu de Notre-Dame en 2017, pour Blanche Neige et les 7 Nains en 2022,pour Space Wars en 2023 et pour Les Aventures de Pinocchio en 2024.  
En janvier 2024, Olivier Solivérès met en scène le film culte Le Cercle des poètes disparus au Théâtre Antoine avec Stéphane Freiss. Le spectacle est nommé 6 fois aux Molières 2024 dont le Molière du metteur en scène d'un spectacle de théâtre privé. 

## Théâtre

### Acteur
- 2005 : La locandiera de Goldoni - Comédie italienne
- 2006 : Les Femmes pointilleuses de Goldoni - Comédie italienne
- 2008 : Les sortilèges de l'amour de Goldoni - Comédie italienne
- 2008 : Les copains de Olivier Solivérès et Nicolas Tarrin, mise en scène Juliette Galoisy, Théâtre du Point-Virgule
- 2009 : Mission Florimont de Sacha Danino et Sébastien Azzopardi, mise en scène Sébastien Azzopardi, Théâtre le Temple, Théâtre Michel, Théâtre du Splendid
- 2009 : Ectrocardigramme de Florence Savignat, mise en scène Olivier Solivérès, Comédie des 3 bornes
- 2011 : Dernier Coup de Ciseaux, traduction française de Sacha Danino et Sébastien Azzopardi, mise en scène Sébastien Azzopardi, Théâtre des Mathurins
- 2019 : Espèces menacées de Ray Cooney, mise en scène Arthur Jugnot, tournée

### Mise en scène
- 2009 : Le Bossu de Notre-Dame d'après Victor Hugo, adaptation Olivier Solivérès, Théâtre du Point-Virgule, Théâtre des Mathurins, Théâtre Antoine
- 2009 : Ectrocardigramme de Florence Savignat, Comédie des 3 bornes
- 2012 : Ados de Olivier Solivérès, Théâtre du Point-Virgule, Théâtre des Mathurins
- 2012 : 4 filles et 1 enterrement ou La cave, saison 1 de Mina Dracochka , Théâtre du Point Virgule, tournée
- 2013 : Karine Dubernet dans Karine Dubernet est normale de Karine Dubernet
- 2014 : Valentine de Valentine Revel et Pierre Cabanis, Théâtre du Point Virgule
- 2014 : Ne pas donner à manger au conférencier de Sacha Danino, Alexandre Guilbaud et Patrick Schilling, Théâtre des Mathurins
- 2015 : Au Pays du Père Noël, Théâtre des Mathurins
- 2016 : Chevaliers de Olivier Solivérès, Théâtre des Mathurins
- 2021 : Space Wars de Olivier Solivérès, Théâtre Michel
- 2022 : Blanche Neige et les 7 Nains, d’après les frères Grimm, Théâtre de la Gaîté Montparnasse
- 2024 : Le Cercle des poètes disparus de Tom Schulman, théâtre Antoine
- 2024 : Les Aventures de Pinocchio d'après Goldoni, Théâtre des Mathurins

### Auteur
- 2007 : Western Love co-écrit avec Nicolas Tarrin, mise en scène Nicolas Tarrin, Comédie des 3 bornes
- 2008 : Les copains co-écrit avec Nicolas Tarrin, mise en scène Juliette Galoisy, Comédie des 3 bornes, Théâtre du Point-Virgule
- 2008 : Ados, mise en scène Olivier Solivérès, Théâtre du Point-Virgule Théâtre des Mathurins
- 2009 : Le Bossu de Notre-Dame, d'après Victor Hugo, mise en scène Olivier Solivérès, Théâtre du Point-Virgule, Théâtre des Mathurins, Théâtre Antoine
- 2012 : Ados, mise en scène Olivier Solivérès, Théâtre du Point-Virgule, Théâtre des Mathurins
- 2015 : Au Pays du Père Noël, mise en scène Olivier Solivérès, Théâtre des Mathurins
- 2016 : Chevaliers, mise en scène Olivier Solivérès, Théâtre des Mathurins
- 2021 : Space Wars, mise en scène Olivier Solivérès, Théâtre Michel
- 2022 : Blanche Neige et les 7 Nains, d’après les frères Grimm, mise en scène Olivier Solivérès, Théâtre de la Gaîté Montparnasse

## Distinctions

### Récompense
- Molières 2024 : Molière du metteur en scène d'un spectacle de théâtre privé pour Le Cercle des poètes disparus

### Nominations
- Molières 2017 : Molière du spectacle jeune public pour Le Bossu de Notre-Dame
- Molières 2022 : Molière du spectacle jeune public pour Blanche Neige et les 7 Nains
- Molières 2023 : Molière du spectacle jeune public pour Space Wars
- Molières 2024 : Molière du jeune public pour Les Aventures de Pinocchio